# Jacob Hennessy
Pour les articles homonymes, voir Hennessy (homonymie).
Jacob Hennessy, né le 10 août 1996 à St Neots, est un coureur cycliste britannique, membre de l'équipe Canyon DHB-Bloor Homes.

## Biographie
En mars 2017, il remporte la classique Gand-Wevelgem espoirs, manche de la Coupe des Nations U23,. Deux mois plus tard, il s'impose sur la première étape d'À travers les Hauts-de-France, disputée sous un temps pluvieux, et devient le premier leader de l'épreuve.

## Palmarès
- 2016
  - Jock Wadley Memorial
- 2017
  - Gand-Wevelgem espoirs
  - 1re étape d'À travers les Hauts-de-France
- 2019
  - 2e du Circuit du Pays de Waes

## Classements mondiaux
| Année                                 | 2017 | 2018  |
| ------------------------------------- | ---- | ----- |
| Classement mondial                    | 716e | 1892e |
| UCI Europe Tour                       | 436e | nc    |
| UCI Asia Tour                         | nc   | 333e  |
|                                       |      |       |
| Légende : nc = non classéSource : UCI |      |       |